# Men Without Women (album)
Men Without Women è il primo album di Little Steven (a nome Little Steven and The Disciples of Soul), pubblicato dalla EMI America Records nell'ottobre del 1982.
Membro della E Street Band di Bruce Springsteen, Little Steven (vero nome Steven Van Zandt), esordisce con quest'album coadiuvato dalla The Disciples of Soul, e da importanti ed esperti musicisti come, Danny Federici, Gary Tallent e Max Weinberg (anche loro membri della E Street Band); Felix Cavaliere e Dino Danelli (ex The Rascals), per il supporto fiatistico si avvale della La Bamba's Mambomen; la parte corale vede la presenza, tra gli altri, di un altro suo compagno della E Street, Clarence Clemons.

## Tracce
Brani composti da Little Steven.
Lato A
1. Lyin' in a Bed of Fire – 4:23
2. Inside of Me – 5:07
3. Until the Good Is Gone – 3:54
4. Men Without Women – 2:43
5. Under the Gun – 4:01

Durata totale: 20:08
Lato B
1. Save Me – 4:50
2. Princess of Little Italy – 5:09
3. Angel Eyes – 4:31
4. Forever – 4:00
5. I've Been Waiting – 3:54

Durata totale: 22:24

## Musicisti
- Little Steven - voce, chitarre
- Kevin Kavanaugh - pianoforte
- Felix Cavaliere - pianoforte, organo
- Danny Federici - organo, accordion
- Rusty Cloud - organo
- Gary Tallent - basso
- Jean Beauvoir - basso, accompagnamento vocale
- Max Weinberg - batteria
- Dino Danelli - batteria

La Bamba's Mambomen:
- La Bamba (Richie Rosenberg) - trombone, accompagnamento vocale
- Ed Manion - sassofono baritono
- Stan Harrison - sassofono tenore, flauto
- Mike Spengler - tromba
- Mark Pender - tromba

Altri musicisti
- Monti Louis Ellison - percussioni (berimbau, djembe)
- Sammy Figeroa - percussioni aggiunte
- Manolo (Manolo Badrena) - percussioni aggiunte
- Joe Yanakis - seky (brano: Under the Gun)
- Ben Newberry - chimes
- Bob Werner - tamburello
- Gary Bonds - accompagnamento vocale
- J.T. Bowen - accompagnamento vocale
- Clarence Clemons - accompagnamento vocale

Note aggiuntive
- Miami Steve (Little Steven) - produttore
- Registrazioni effettuate al The Power Station ed al The Hit Factory di New York City; al Clover Studios di Los Angeles.
- Tony Scott - tecnico della registrazione (brani: Lyin' in a Bed of Fire e Under the Gun)
- Bob Clearmountain - tecnico della registrazione
- Garry Rindfuss - tecnico aggiunto della registrazione
- Zoe Yanakis - assistente tecnico della registrazione
- Bobby Cohen - assistente tecnico della registrazione
- Dana Bisbee - assistente tecnico della registrazione
- Josh Abbey - assistente tecnico della registrazione
- Malcolm Pollack - assistente tecnico della registrazione